# 張成
張成（ちょうせい）は、古代中国の前漢で武帝に仕えた人物である。生年不明、元鼎6年（紀元前111年）死。大農令。

## 解説
元鼎6年（紀元前111年）に大農令に任じられた。史書には大司農とも書かれるが、太初元年（紀元前104年）に改名された同じ官職である。
その前年、元鼎5年（紀元前112年）に、漢は南越に侵攻、征服していた。任命と同年の元鼎6年（紀元前111年）に隣の閩越が漢を攻撃したとき、張成は兵を率いて国境地帯に駐屯していたが、戦いを避けて退いた。それが畏懦（敵をおそれて戦わない罪）とされて誅殺された。